# Maurice Vast
Maurice Vast né le 25 juillet 1898 à Flixecourt et mort le 13 novembre 1979 à Amiens fut résistant, maire d'Amiens et conseiller général de la Somme.

## Biographie

### Combattant des deux guerres mondiales
Maurice Vast est issu d'une famille modeste. Son père Alfred-Joseph Vast était coupeur de velours aux usines Saint-Frères. Mobilisé à l'âge de 18 ans, il fut blessé pendant la Première Guerre mondiale et fut décoré de la médaille interalliée 1914-1918 et la Croix de guerre 1914-1918.
Maurice Vast exerça la profession de comptable à Flixecourt avant de créer une entreprise de retraitement d'huiles, graisses et carburants à Amiens.
Mobilisé de nouveau en 1939, il participa à la campagne de France de 1940 et fut fait prisonnier et interné au camp de Châteaubriant par les Allemands. Il fut libéré au bout de deux mois.
Il rejoignit la Résistance en 1942 et devint, sous le pseudonyme de Pierre Crocquet, l'un des responsables du réseau Libération-Nord.

### Carrière politique
Il devint membre de la SFIO à la Libération et succéda à Pierre Rollin au poste de maire d'Amiens le 24 septembre 1944. 
Il resta à la tête de la municipalité jusqu'en 1953, date à laquelle il céda son poste à Camille Goret, son adjoint. Il retrouva la fonction de maire de 1959 à 1971. Cependant, en 1965, il rompit avec la SFIO et s'allia avec le centre et une partie de la droite. Ce choix politique lui fut fatal en 1971 date à laquelle il fut battu par la liste d'union de la gauche menée par le député communiste René Lamps.
Dans l'histoire d'Amiens, il fut le maire de la reconstruction.
Il fut, de 1945 à 1967, conseiller général du canton d'Amiens-sud-ouest. Aux élections législatives de 1962, 1968 et 1973, il fut mis en échec par René Lamps.
Il est inhumé au cimetière Saint-Acheul ancien.

## Hommages posthumes

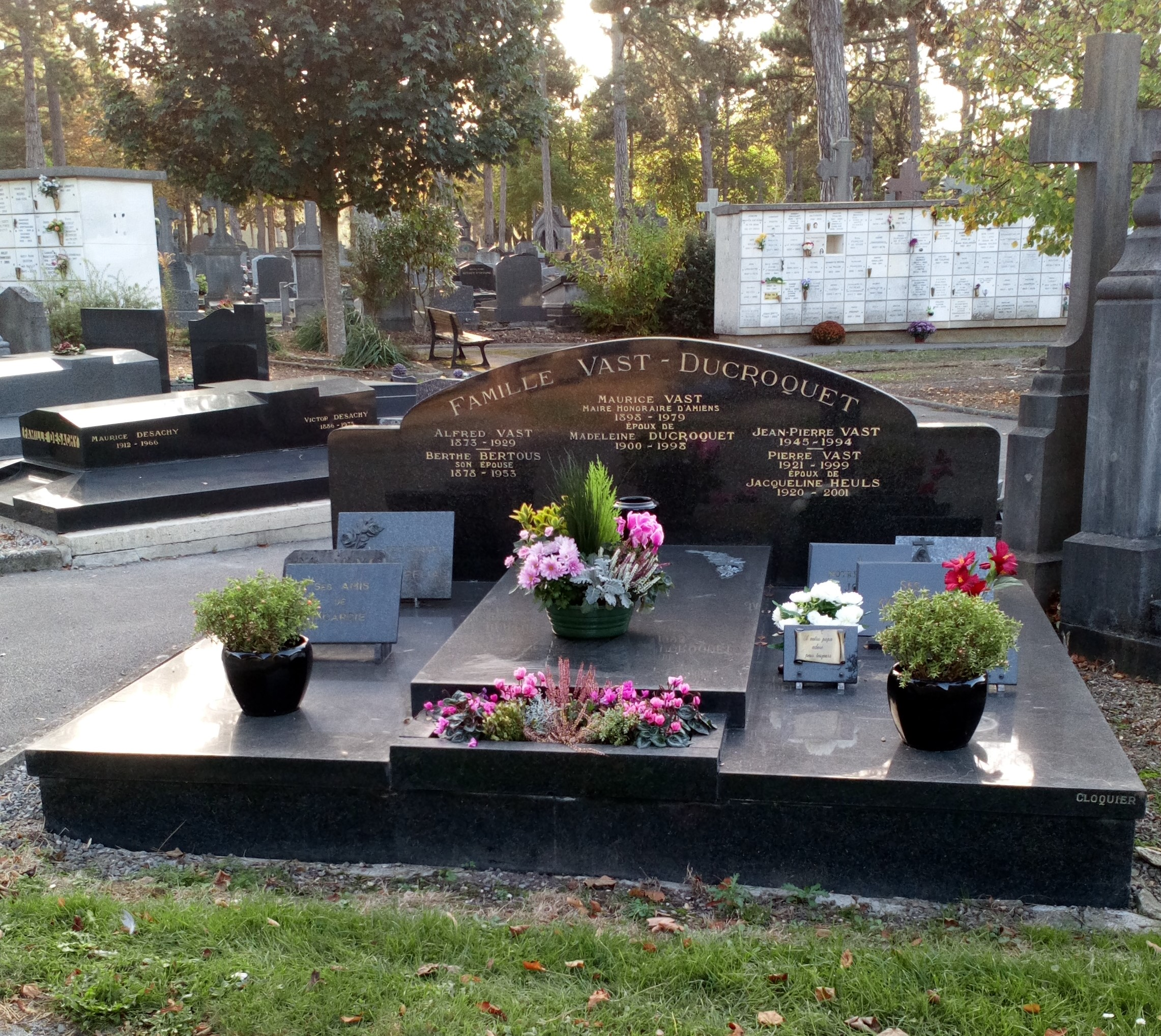
Sépulture.

- En 1981, le Conseil municipal décida de donner le nom de Maurice Vast à la partie ouest de la place au Fil[1].
- Il existe également une rue Maurice-Vast (Maurice-Vast-Straße) à Dortmund, la ville allemande jumelée avec Amiens.